# Sabin (Einheit)
Das Sabin, benannt nach dem amerikanischen Physiker Wallace Clement Sabine, ist die Maßeinheit für das Schall-Absorptionsvermögen {\displaystyle A} einer Oberfläche {\displaystyle S} in der Raumakustik:
{\displaystyle {\begin{alignedat}{3}A&=A_{1}&&+A_{2}&&&+\,...+\,A_{n}\\&=\alpha _{1}S_{1}&&+\alpha _{2}S_{2}&&&+\,...+\,\alpha _{n}S_{n}\\&=\sum _{i}\alpha _{i}S_{i}\end{alignedat}}}
mit
- dem dimensionslosen Schallabsorptionsgrad {\displaystyle \alpha _{i}} des Materials
- der geometrischen Oberfläche {\displaystyle S_{i}} des Materials in {\displaystyle \mathrm {m^{2}} }.

Daraus folgt:
- ein Quadratmeter Material, dessen Schallabsorptionsgrad {\displaystyle \alpha } 100 % beträgt, hat einen Wert von 1 Sabin bzw. von 1 m² Sabin
- ein Quadratmeter Material, dessen Schallabsorptionsgrad 50 % beträgt, hat einen Wert von 0,5 m² Sabin
- ein halber Quadratmeter Material, dessen Schallabsorptionsgrad 100 % beträgt, hat ebenfalls einen Wert von 0,5 m² Sabin.

In den USA wird das Sabin nicht auf Quadratmeter, sondern auf Quadratfuß bezogen, daher findet sich häufig die Angabe „m² Sabin“ bzw. „ft² Sabin“:
1 ft² Sabin = 0.09290304 m² Sabin